# Dimmi che non è vero
Dimmi che non è vero (Say It Isn't So) è un film commedia del 2001 diretto da James B. Rogers, con Chris Klein e Heather Graham.

## Trama
Jo è un'ingenua parrucchiera, quando incontra il bel Gilly, tra i due nasce una passione travolgente. Gilly è un ragazzo alla ricerca della madre, che l'ha abbandonato quando era piccolo. Gilly conosce e si innamora di Jo, che sembra proprio essere la donna della sua vita. Ma il suo sogno si infrange sei mesi dopo, quando scopre che Jo potrebbe essere sua sorella. Fugge dalla città per interrompere la relazione incestuosa, anche se pensa a lei ogni giorno. Tempo dopo, quando viene a sapere che Jo è in procinto di sposarsi, Gilly scopre che Jo non è sua sorella e parte insieme ad un amico per impedire il matrimonio: non si fermerà davanti a nulla per dimostrare che lui e Jo non sono parenti e che possono finalmente sposarsi e vivere insieme felici.